# Ammophila koppenfelsii
Ammophila koppenfelsii är en biart som beskrevs av Taschenberg 1880. Ammophila koppenfelsii ingår i släktet Ammophila och familjen grävsteklar. Inga underarter finns listade i Catalogue of Life.